# 洛卡比里
洛卡比里（Rockabilly）稱為山區鄉村搖滾或鄉下鄉村搖滾或鄉村搖滾樂，是最早的搖滾樂風格之一，可追溯到20世紀50年代初在美國，尤其是南方。作為一個音樂流派它融合的聲音有著北美西部音樂風格，如鄉村音樂與節奏藍調，導致那些後來被認為是“經典”搖滾。有些人也把它描述為藍草與搖滾樂的混合。術語“鄉村搖滾樂”本身是一個混成“rock”（選自“rock and roll”）和“鄉巴佬音樂”（後者以鄉村音樂的引用，在20世紀40年代和50年代），其極力促成的風格。在鄉村搖滾樂其他重要影響因素包括西部搖擺，布基烏基，跳躍藍調，和電藍調。結合鄉巴佬音樂(hillbilly music)和藍調、布基烏基、 福音音樂的融入，後來貓王出道之後，洛卡比里在美國、英國、歐陸、日本等各地逐漸發展起來。大約在1954年－1958年之間，是洛卡比里的最盛期，又稱之為純洛卡比里時代（Pure Rockabilly）。
西元1980年代洛卡比里再度復活，並形成一種音樂加龐克風味的衣服穿著，例如Stray Cats及Rockats樂團等，又稱之為新洛卡比里時代(Neo rockabilly)。

## 洛卡比里的唱風及特徵
- 馬布林唱法：馬布林唱法是一般來說像是一種含糊不清的唱法。例如：baby baby be be be be be be baby，是貓王拿手的唱法之一，聽起來有點性感的感覺。
- Hiccup唱法：Hiccup唱法是聽起來好像在打嗝的樣子。主要是在歌詞的語尾瞬間發出假聲的一種技術。鄉村音樂和約德爾也有這種唱法。是Buddy holly拿手的唱法之一。
- Slapping Bass：Slapping Bass是Rockabilly最大的特徵。這是用巴掌打弦或拉弦的彈法。這個的起源很古早，可以追溯至Hillbilly，Jug Band，Dixieland的爵士。Slapping bass也有打擊樂器的角色。另外還有無關彈法的部分，就是舞台上的表演的部分。例如：演出中讓低音大提琴迴轉，或是故意騎在低音大提琴上，這些表現也被講是來自於鄉村音樂的影響。
- Rockabilly節拍：Rockabilly節拍是像Western Swing常常可以看得到的Shuffle Beat(三連符的節拍)。或者是感覺較快的2拍節拍。這些節拍就是代表獨特的Rockabilly Style。
- 手指彈法（吉他）：這個技巧也是受到很多鄉村音樂的影響。用大拇指交互式彈弦的低音部，旋律的部分用其他的手指彈高音部。

## 洛卡比里服裝與髮型
洛卡比里服裝的代表人物就是引起1950年Rockabilly的潮流的貓王。簡單的說，洛卡比里服裝可以說是1950年代的造型服裝。　　
男人穿著黑皮夾克，戴著太陽眼鏡的造型，著雙色襯衫（例：黑/白、粉紅色/黑）或夏威夷的阿羅哈襯衫。50年代的歌手愛穿的好萊塢夾克等。褲子方面是穿較緊的牛仔褲，或是較廣一點的洛卡比里褲子。鞋子的話，例如黑皮鞋、雙色皮鞋、rubber sole鞋子等。女人的衣服是基本上是帶有50年代的味道的布而做出來的連身裙。有時候頭髮上面會戴著有花的夾子。
洛卡比里的髮型又稱做是力怎頭（由來是英國的一條街道的名字）。用特別的髮蠟梳頭。由旁邊往後面梳，額頭前面的頭髮把它有點立起來的樣子，後面則做出來像鴨子尾巴的樣子。